# Carl Elsener Sr.
Carl Elsener Sr. (Ibach, 6 de julio de 1922-Schwyz, 1 de junio de 2013) fue un empresario suizo.

## Biografía
Carl Elsener, nieto de Karl Elsener (1860-1918) e hijo de Carl Elsener (1886-1950), es conocido por abrir una fábrica en Ibach dedicada a la producción de navajas suizas y material quirúrgico, y posteriormente crear la compañía Victorinox.
Carl Elsener dirigía la compañía inicialmente junto a su padre y su hermano Eduard Elsener (b. 1926]). Tras de la muerte de su padre en 1950, fue el quien se hizo cargo de la compañía. Se considera la Navaja del Ejército Suizo como uno de sus mejores proyectos dentro de la compañía.
Bajo su cargo, Messerfabrik se convirtió en la empresa más grande del cantón de Schwyz. En 1938, cuando la compañía contaba con ochenta empleados, Elsener decidió unirse a ella. En el momento de su muerte, la compañía ya contaba con más de mil empleados. Se le describe como un jefe que podía operar casi todas las máquinas él mismo, que viajaba con la «Rebeca» o en la bata de trabajo azul, y que iba en bicicleta a la fábrica. Nunca tuvo coche. Unos años antes de su muerte, se sintió lo suficientemente saludable como para trabajar ochenta horas a la semana.
En octubre de 2000 fundó junto con su hermano Eduard Elsener y su hijo Carl Elsener Jr. la Fundación Victorinox como una solución sucesora que garantizase la existencia continua y prosperidad de la empresa. La fundación posee el 75% de las acciones de Victorinox AG, otro 15% pertenece a la organización sin fines de lucro Carl u. Fundación Elise Elsener-Gut. El 10% restante de las acciones pertenece a la familia Elsener.
Tras su muerte en 2007, su hijo Carl Elsener Jr. (1958) maneja la compañía.